# Janina Kumpienė
Janina Stakelytė-Kumpienė (* 1. April 1943 in Adomava, Rajongemeinde Panevėžys) ist eine litauische Politikerin.

## Leben
Nach der Mittelschule Paįstrys absolvierte sie 1961  das Technikum für Finanzen in Vilnius und 1967 das Diplomstudium der Wirtschaft an der Vilniaus universitetas. 1979 promovierte sie im Forschungsinstitut zum Thema „Respublikinio pavaldumo pramonės planavimo klausimai APSS sąlygomis (Lietuvos TSR pavyzdžiu)“. Von 1996 bis 1998 war sie stellv. Vorsitzende der AB bankas „Hermis“. Von  2009 bis 2012 war sie stellvertretende Gesundheitsministerin Litauens im Kabinett Kubilius II (15. Regierung).
Sie ist verheiratet.

## Quelle
- Leben

| Personendaten    | Personendaten                    |
| ---------------- | -------------------------------- |
| NAME             | Kumpienė, Janina                 |
| ALTERNATIVNAMEN  | Stakelytė-Kumpienė, Janina       |
| KURZBESCHREIBUNG | litauische Politikerin           |
| GEBURTSDATUM     | 1. April 1943                    |
| GEBURTSORT       | Adomava, Rajongemeinde Panevėžys |